# Helietta plaeana
Helietta plaeana är en vinruteväxtart som beskrevs av Louis René Tulasne. Helietta plaeana ingår i släktet Helietta och familjen vinruteväxter. Inga underarter finns listade i Catalogue of Life.